# 収穫

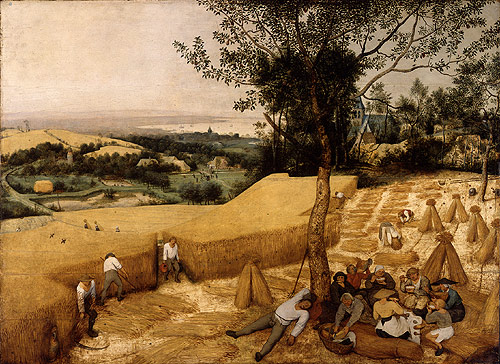
農作物を収穫する風景。16世紀の油彩画

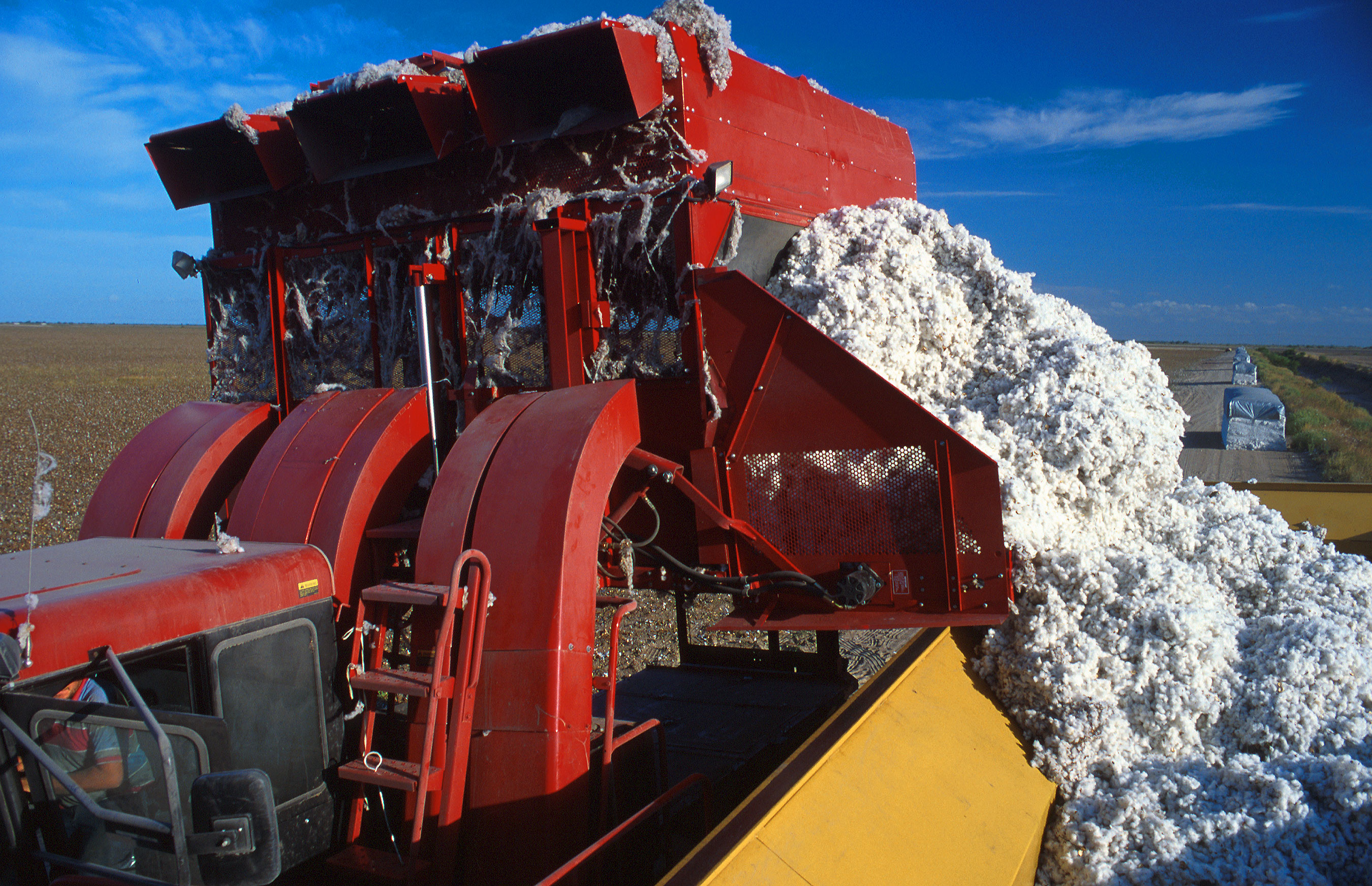
機械によるワタの収穫

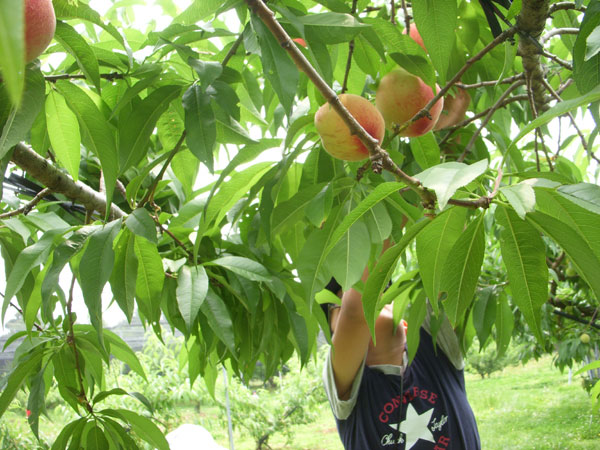
観光客などに収穫の体験をさせる施設も存在する。画像は浜松市フルーツパークに於ける果物の収穫体験の模様

収穫（しゅうかく、harvest）とは成熟した農作物を収集すること。

## 概要
一般的には農作物に使う言葉だが、漁業や林業でも稀に使われる。類似の言葉に刈り入れがあり、こちらは穀物の収穫に使われる。
収穫期には次の作物を扱うための農地の整理や掃除、生産された作物の販売などのサイクルが含まれる。作物の生育の1周期の終わりを示すので、農繁期の終わりを示す指標となることもある。
収穫を行う時期は非常に大切であり、作物のちょうどよい成熟の程度を慎重に考えて行われる。その年の気候天候によって、収穫の時期が変わることも稀ではない。早期に収穫すればそれだけ天候の影響を避け農産物の傷みを避けることができるが、生産量や品質は劣り、収穫を遅らせれば大きく栄養価の高い農産品が出来上がるが、天候の影響を受けやすくなり、過度に遅れると傷んでしまう。
小規模農家では収穫は繁茂期で一番労働力がかかる季節であり、大規模農家では労働力代わりの機械を使うため一番費用がかかる。
古くから行われてきたものであるため、土着信仰（民間信仰）の行事や、収穫祭などの文化や慣習が残っていることも多い。

## 凶作あるいは不作
凶作あるいは不作(英:  crop failure)とは期待に反して 作物収量 （英語:  crop yield ）が無いかまたは大きく減ることである。それは作物が損傷する、死滅する、破損する、あるいは、それらの期待される豊富さにおいて、その食用の果実、種、もしくは葉における失敗をする何らかの仕方において影響を被るようになることによって引き起こされる。
凶作あるいは不作は(ジャガイモ飢饉のような)作物の病気の発生、大雨、噴火、嵐、洪水、旱魃、のような壊滅的事象、もしくは排水、(灌漑のための) 過剰汲排水 （英語:  overdrafting）、過肥化、 過利用 （英語:  overexploitation）の通常の結果としての塩分不足、大きすぎる塩害、侵食、砂漠化、のゆっくりした累積的な影響によっても引き起こされうる。
歴史上、凶作あるいは不作と続いて起きる飢饉は人口移動、人口流出、などが引き金となった。
 作物多様性 （英語:  crop diversity ）における低下ならびに 人工肥料と農薬の過剰使用への依存を伴う、モノカルチャーの集約農業は、回復力のほとんど許容不可能な土壌の過剰利用につながる。数年にわたる、土地の 非持続可能な営農は土壌肥沃度を劣化させ作物収量を減らす。収穫のわずかな減少とちょうどの、世界人口と地域的人口過多の恒常的増加は、すでに部分的な凶作あるいは不作と同等である。肥料は最初の段階で 土壌回復 （英語:  soil regeneration ）の必要を不要にする、そして飢饉になる開発による地域的凶作あるいは不作を国際貿易は防ぐ。